# Gert Cannaerts
Gert Cannaerts, né le 5 juillet 1963 à Balen, est un joueur puis entraîneur de football belge qui évoluait comme attaquant de pointe. Il est surtout connu pour les douze saisons qu'il passe au KFC Lommelse SK, dont il est le recordman du nombre de matches disputés et deuxième meilleur buteur.

## Carrière

### Débuts dans les séries inférieures
Après avoir effectué toute sa formation au KFC Herentals, Gert Cannaerts commence le football en 1985 dans l'équipe première du KVVOG Vorselaar, qui évolue alors en Promotion, le quatrième niveau national en Belgique. Après deux ans, il est transféré par le KFC Lommelse SK, champion de Division 3 et dès lors promu en deuxième division. DUrant ses deux premières saisons à Lommel, il est généralement remplaçant, disputant une vingtaine de rencontres chaque année, pour respectivement un et trois buts inscrits en championnat. À partir de la saison 1989-1990, il reçoit la confiance de l'entraîneur Pierre Berx et s'impose dans le onze de base du club. À l'exception de deux journées de suspension, il dispute toutes les rencontres de la saison, inscrivant huit buts toutes compétitions confondues. Au niveau collectif, le club participe au tour final pour la montée en première division mais ne parvient pas à le remporter. Finalement, le club remporte le titre de champion en 1992 et accède pour la première fois à l'élite nationale, bien aidé par les cinq buts inscrits par Gert Cannaerts durant le championnat, dont quatre ont offert la victoire à son équipe.

### Sept saisons en Division 1
Après l'accession à la Division 1, Gert Cannaerts conserve sa place de titulaire et inscrit son premier but au plus haut niveau national le 13 septembre 1992 à l'occasion d'une victoire en déplacement au K Boom FC. Pendant cinq ans, il reste un joueur important de l'équipe et un titulaire indiscutable, formant avec le polonais Mirosław Waligóra un duo d'attaque redoutable. Il vit ainsi les plus belles années du club campinois avec une cinquième place finale en 1997, à un point d'Anderlecht, et une victoire en Coupe de la Ligue 1998. Ces deux performances permettent au club de se qualifier pour la Coupe Intertoto. La saison 1998-1999 est plus difficile et Cannaerts perd sa place dans le onze de base après la trêve. En fin de saison, âgé de 36 ans, il décide de quitter le club après douze ans et plus de 300 rencontres disputées. Il effectue une dernière pige au KFC Lille, en Promotion, puis met un terme à sa carrière de joueur.

### Reconversion comme entraîneur
Gert Cannaerts débute comme entraîneur principal dans son dernier club, qu'il dirige durant deux ans, lui permettant de jouer le tour final pour la montée en Division 3 en 2001. En 2002, il est nommé à la tête du KESK Leopoldsburg, qu'il mène également au tour final en 2004. Il effectue ensuite un passage au KTH Diest, en première provinciale, écourté à cause des problèmes financiers du club. Il dirige ensuite le Verbroedering Meerhout durant la saison 2006-2007 mais son séjour ne dure que six matches et le club est relégué en fin de saison. Après un bref passage au KVK Beringen, il prend les rênes du KVV Heusden-Zolder en 2008 mais une fois encore, les problèmes sportifs et financiers du club ne lui permettent pas de rester plus de quelques semaines.

## Palmarès
- Vainqueur de la Coupe de la Ligue belge en 1998 avec le KFC Lommelse SK.

## Statistiques
| Saison                | Club                  | Championnat           | Championnat | Championnat | Coupe nationale | Coupe nationale | Coupe de la Ligue | Coupe de la Ligue | Compétition(s) continentale(s) | Compétition(s) continentale(s) | Compétition(s) continentale(s) | Total | Total |
| Saison                | Club                  | Division              | M.          | B.          | M.              | B.              | M.                | B.                | Comp.                          | M.                             | B.                             | M.    | B.    |
| 1985-1986             | KVVOG Vorselaar       | Promotion             | -           | -           | -               | -               | 0                 | 0                 | -                              | 0                              | 0                              | 0     | 0     |
| 1986-1987             | KVVOG Vorselaar       | Promotion             | 14          | 5           | -               | -               | 0                 | 0                 | -                              | 0                              | 0                              | 14    | 5     |
| Sous-total            | Sous-total            | Sous-total            | 14          | 5           | -               | -               | 0                 | 0                 | -                              | 0                              | 0                              | 14    | 5     |
| 1987-1988             | KFC Lommelse SK       | Division 2            | -           | -           | -               | -               | 0                 | 0                 | -                              | 0                              | 0                              | 0     | 0     |
| 1988-1989             | KFC Lommelse SK       | Division 2            | 21          | 3           | -               | -               | 0                 | 0                 | -                              | 0                              | 0                              | 21    | 3     |
| 1989-1990             | KFC Lommelse SK       | Division 2            | 30          | 7           | 4               | 1               | 0                 | 0                 | -                              | 0                              | 0                              | 34    | 8     |
| 1990-1991             | KFC Lommelse SK       | Division 2            | 24          | 4           | 5               | 0               | 0                 | 0                 | -                              | 0                              | 0                              | 29    | 4     |
| 1991-1992             | KFC Lommelse SK       | Division 2            | 26          | 5           | 5               | 1               | 0                 | 0                 | -                              | 0                              | 0                              | 31    | 6     |
| 1992-1993             | KFC Lommelse SK       | Division 1            | 30          | 4           | 1               | 0               | 0                 | 0                 | -                              | 0                              | 0                              | 31    | 4     |
| 1993-1994             | KFC Lommelse SK       | Division 1            | 25          | 4           | 3               | 0               | 0                 | 0                 | -                              | 0                              | 0                              | 28    | 4     |
| 1994-1995             | KFC Lommelse SK       | Division 1            | 24          | 8           | 0               | 0               | 0                 | 0                 | -                              | 0                              | 0                              | 24    | 8     |
| 1995-1996             | KFC Lommelse SK       | Division 1            | 30          | 6           | 1               | 0               | 0                 | 0                 | -                              | 0                              | 0                              | 31    | 6     |
| 1996-1997             | KFC Lommelse SK       | Division 1            | 30          | 6           | 1               | 0               | 0                 | 0                 | -                              | 0                              | 0                              | 31    | 6     |
| 1997-1998             | KFC Lommelse SK       | Division 1            | 30          | 10          | 1               | 0               | 2                 | 0                 | C4                             | 4                              | 1                              | 37    | 11    |
| 1998-1999             | KFC Lommelse SK       | Division 1            | 17          | 4           | 0               | 0               | 1                 | 0                 | C4                             | 4                              | 1                              | 22    | 5     |
| Sous-total            | Sous-total            | Sous-total            | 287         | 61          | 21              | 2               | 3                 | 0                 | -                              | 8                              | 2                              | 319   | 65    |
| 1999-2000             | KFC Lille             | Promotion             | 9           | 1           | -               | -               | 0                 | 0                 | -                              | 0                              | 0                              | 9     | 1     |
| Sous-total            | Sous-total            | Sous-total            | 9           | 1           | -               | -               | 0                 | 0                 | -                              | 0                              | 0                              | 9     | 1     |
| Total sur la carrière | Total sur la carrière | Total sur la carrière | 310         | 67          | 21              | 2               | 3                 | 0                 | -                              | 8                              | 2                              | 342   | 71    |